# Angela Piggford
Angela Piggford (Angela Mary Piggford, verheiratete Gilmour; * 17. August 1963 in Gateshead) ist eine ehemalige britische Sprinterin, die sich auf den 400-Meter-Lauf spezialisiert hatte.
Bei den Commonwealth Games 1986 in Edinburgh wurde sie im Einzelbewerb Achte und gewann mit der englischen Mannschaft Silber in der 4-mal-400-Meter-Staffel.
1988 kam sie bei den Olympischen Spielen in Seoul mit der britischen 4-mal-400-Meter-Staffel auf den sechsten Platz. Bei den Leichtathletik-Halleneuropameisterschaften wurde sie über 400 m 1989 in Den Haag Vierte und 1990 in Glasgow Fünfte.
1990 wurde sie bei den Commonwealth Games in Auckland Sechste im Einzelbewerb und siegte mit der englischen Staffel. Bei den Leichtathletik-Europameisterschaften in Split erreichte sie das Halbfinale.
1983 wurde sie Schottische und 1986 Britische Meisterin über 400 m.

## Bestzeiten
- 400 m: 52,79 s, 2. Juli 1989, Edinburgh
  - Halle: 52,90 s, 19. Februar 1989, Den Haag